# Si Euli
Il Si Euli è un coltello-pugnale tradizionale indonesiano, originario dell'isola di Nias (e più precisamente della parte settentrionale dell'isola), a ovest di Sumatra. Esistono varie versioni dell'arma, portate quotidianamente dagli uomini.

## Descrizione
È un coltello dotato di lama stretta e diritta; il manico, curvo verso l'estremità o leggermente piegato a metà della sua lunghezza, è separato dalla lama tramite una ghiera d'ottone. L'estremità dell'impugnatura può essere appiattita. Il fodero è diritto e, in prossimità dell'apertura per accogliere la lama, presenta una sporgenza perpendicolare alla sua lunghezza che si allunga verso il lato tagliente della lama. Verso il lato posteriore è presente una protuberanza leggermente ricurva. Il fodero può essere avvolto con del filo d'ottone e avere delle catenelle a cui vengono appese delle piccole campane. L'arma è portata diagonalmente al centro della cintura.